# Schlacht von Chacabuco
Rancagua – Chacabuco – Cancha Rayada – Maipú
Die Schlacht von Chacabuco fand am 12. Februar 1817 in der Nähe der Stadt Colina in Chile statt. Hier besiegten argentinische und chilenische Unabhängigkeitskämpfer die spanischen Royalisten.

## Vorgeschichte
Seit der Schlacht von Rancagua 1814 war Chile wieder unter spanischer Kontrolle. Die Zeit von 1814 bis 1818 nennt man die Zeit der Reconquista.
Die Führer der Unabhängigkeitsbewegung Bernardo O’Higgins und José Miguel Carrera mussten fliehen. Im argentinischen Exil in Mendoza planten José de San Martín und Bernardo O’Higgins einen neuen Feldzug gegen die Spanier.

## Andenüberquerung
Im Januar 1817 überquerten rund 4.000 Mann von José de San Martín aus die Anden, um die Spanier zu überraschen. Die extrem hohen Andenpässe forderten ihren Tribut; viele der Soldaten starben und rund die Hälfte der Pferde verendete. Die Armee bestand aus Argentiniern und Chilenen.

## Schlachtverlauf
Bernardo O’Higgins besaß seine eigene Division. In einem riskanten Manöver griff er die spanischen Truppen bei Chacabuco an; diese wurden von Coronel (Oberst) Rafael Maroto kommandiert. Die Spanier hatten rund 1.500 Soldaten. Die ersten Angriffe konnten die Spanier noch erfolgreich abwehren. Schließlich griffen O’Higgins und General Soler mit Kavallerie und Infanterie mit Bajonetten an. Die Spanier mussten sich der Übermacht geschlagen geben.
Der Weg nach Santiago de Chile war nun frei. Am 14. Februar 1817 konnte José de San Martín in Santiago einziehen.

## Weiterer Weg zur Unabhängigkeit Chiles
Trotzdem waren die Spanier weiterhin nicht komplett geschlagen. Der frühere spanische Gouverneur Mariano Osorio stellte neue Truppen auf und konnte Bernardo O’Higgins in der Schlacht von Cancha Rayada am 16. März 1818 schlagen. O’Higgins wurde dabei am Arm verwundet. Die Schlacht von Maipú am 5. April 1818 brachte den endgültigen Sieg für die chilenischen Unabhängigkeitskämpfer.